# Australian Open de 2008 - Duplas mistas
Detalhes do torneio de Duplas Mistas do Open da Austrália de 2008.